# Metsosaari (ö i Kajanaland, Kehys-Kainuu, lat 64,15, long 29,15)
Metsosaari är en ö i Finland. Den ligger i sjön Ontojärvi och Nurmesjärvi och i kommunen Kuhmo i den ekonomiska regionen  Kehys-Kainuu  och landskapet Kajanaland, i den centrala delen av landet, 500 km nordost om huvudstaden Helsingfors. Öns area är 5,3 hektar och dess största längd är 380 meter i öst-västlig riktning.